# Tombe dei Savoia
Questo è l'elenco dei luoghi di sepoltura dei regnanti di Casa Savoia.

## Conti di Savoia (1003-1416)
| Conte                           | Immagine del conte | Luogo di sepoltura                                               | Immagine della tomba |
| ------------------------------- | ------------------ | ---------------------------------------------------------------- | -------------------- |
| Umberto I Biancamano (980-1048) |                    | Prioria di Les Échelles                                          |                      |
| Amedeo I (1016-1051)            |                    | Cripta della cattedrale di San Giovanni di Moriana               |                      |
| Oddone (1023-1057)              |                    | Duomo di Torino                                                  |                      |
| Pietro (1048-1078)              |                    | Sconosciuto                                                      |                      |
| Amedeo II (1046-1080)           |                    | Cripta della cattedrale di San Giovanni di Moriana               |                      |
| Umberto II (1065-1103)          |                    | Cattedrale di Moûtiers, tomba perduta                            |                      |
| Amedeo III (1087-1148)          |                    | Abbazia della Santa Croce di Nicosia                             |                      |
| Umberto III (1136-1189)         |                    | Abbazia di Altacomba                                             |                      |
| Tommaso I (1177-1233)           |                    | Sacra di San Michele (TO)                                        |                      |
| Amedeo IV (1197-1253)           |                    | Abbazia di Altacomba                                             |                      |
| Tommaso II (1199-1259)          |                    | Cattedrale di Aosta                                              |                      |
| Bonifacio (1245-1263)           |                    | Cripta della cattedrale di San Giovanni di Moriana               |                      |
| Pietro II (1203-1268)           |                    | Abbazia di Altacomba                                             |                      |
| Filippo I (1207-1285)           |                    | Abbazia di Altacomba                                             |                      |
| Amedeo V (1249-1323)            |                    | Abbazia di Altacomba                                             |                      |
| Edoardo (1284-1329)             |                    | Abbazia di Altacomba                                             |                      |
| Aimone I (1291-1343)            |                    | Abbazia di Altacomba                                             |                      |
| Amedeo VI (1334-1383)           |                    | Abbazia di Altacomba                                             |                      |
| Amedeo VII (1360-1391)          |                    | Prima Abbazia di Altacomba, poi Cappella della Sindone di Torino |                      |

## Duchi di Savoia (1416-1713)
| Duca                           | Immagine del duca | Luogo di sepoltura                                                  | Immagine della tomba |
| ------------------------------ | ----------------- | ------------------------------------------------------------------- | -------------------- |
| Amedeo VIII (1383-1451)        |                   | Cappella della Sindone                                              |                      |
| Ludovico (1413-1465)           |                   | Santuario di San Francesco a Ginevra                                |                      |
| Amedeo IX (1435-1472)          |                   | Duomo di Vercelli                                                   |                      |
| Filiberto I (1443-1497)        |                   | Abbazia di Altacomba                                                |                      |
| Carlo I (1468-1490)            |                   | Duomo di Vercelli                                                   |                      |
| Carlo II (1488-1496)           |                   | Chiesa Collegiata di Santa Maria della Scala presso Moncalieri (TO) |                      |
| Filippo II (1443-1497)         |                   | Abbazia di Altacomba                                                |                      |
| Filiberto II (1486-1553)       |                   | Monastero di Notre-Dame presso Brou (Bourg-en-Bresse)               |                      |
| Carlo III (1486-1553)          |                   | Duomo di Vercelli                                                   |                      |
| Emanuele Filiberto (1528-1580) |                   | Cappella della Sindone                                              |                      |
| Carlo Emanuele I (1562-1630)   |                   | Santuario di Vicoforte Mondovì (CN)                                 |                      |
| Vittorio Amedeo I (1587-1637)  |                   | Duomo di Vercelli                                                   |                      |
| Francesco Giacinto (1632-1638) |                   | Sacra di San Michele (TO)                                           |                      |
| Carlo Emanuele II (1634-1675)  |                   | Cappella della Sindone                                              |                      |

## Re di Sardegna (1713-1861)
| Sovrano                         | Immagine del sovrano | Luogo di sepoltura                        | Immagine della tomba |
| ------------------------------- | -------------------- | ----------------------------------------- | -------------------- |
| Vittorio Amedeo II (1666-1732)  |                      | Cripta reale di Superga                   |                      |
| Carlo Emanuele III (1701-1773)  |                      | Cripta reale di Superga                   |                      |
| Vittorio Amedeo III (1726-1796) |                      | Cripta reale di Superga                   |                      |
| Carlo Emanuele IV (1751-1819)   |                      | Chiesa di Sant'Andrea al Quirinale (Roma) |                      |
| Vittorio Emanuele I (1759-1824) |                      | Cripta reale di Superga                   |                      |
| Carlo Felice (1765-1831)        |                      | Abbazia di Altacomba                      |                      |
| Carlo Alberto (1798-1849)       |                      | Cripta reale di Superga                   |                      |

## Re d'Italia (1861-1946)
| Sovrano                           | Immagine del sovrano | Luogo di sepoltura                  | Immagine della tomba |
| --------------------------------- | -------------------- | ----------------------------------- | -------------------- |
| Vittorio Emanuele II (1820-1878)  |                      | Pantheon (Roma)                     |                      |
| Umberto I (IV) (1844-1900)        |                      | Pantheon (Roma)                     |                      |
| Vittorio Emanuele III (1869-1947) |                      | Santuario di Vicoforte Mondovì (CN) |                      |
| Umberto II (V) (1904-1983)        |                      | Abbazia di Altacomba                |                      |